# Hemerocoetes
Hemerocoetes is een geslacht van straalvinnige vissen uit de familie van baarszalmen (Percophidae).

## Soorten
- Hemerocoetes artus Nelson, 1979
- Hemerocoetes macrophthalmus Regan, 1914
- Hemerocoetes monopterygius (Schneider, 1801)
- Hemerocoetes morelandi (Nelson, 1978)
- Hemerocoetes pauciradiatus Regan, 1914